# Упманис, Эйжен
Эйжен Герхардович Упманис (латыш. Eižens Upmanis; 14 апреля 1955 — 28 сентября 2016) — латвийский архитектор и общественный деятель. Кавалер Золотого почётного знака ордена Трёх звёзд. Внук многолетнего синодального архитектора православной церкви в Латвии В. М. Шервинского.

## Биография
Родился 14 апреля 1955 году в Риге в семье интеллигентов. Дед, Владимир Шервинский, с 1925 года был синодальным архитектором Латвийской православной церкви, членом Экзаршего управления Псковской православной миссии в годы Великой Отечественной войны, а также членом русской студенческой корпорации Fraternitas Arctica.
Эйжен Упманис окончил архитектурный факультет Рижского политехнического института. С 1980 года — член корпорации Fraternitas Arctica. С 1991 года — глава Латвийского комитета братских кладбищ и член Совета по памятникам Рижской думы.
В 2001 году Эйжену Упманису был вручён Золотой почётный знак ордена Трёх звёзд — за реставрацию памятника Свободы.
Умер 7 октября 2016 года, похоронен на Вознесенском кладбище в Риге.

## Творчество
Эйжен Упманис занимался реставрационными проектами Братского кладбища в Лестене, мемориала в Литене, памятника полковнику Оскару Калпаку, рижского Братского кладбища и памятника Свободы. Проводил восстановление построенного его дедом В. М. Шервинским мемориала русским воинам, погибшим в Первую мировую войну, Покровского и Большого кладбищ.
С 1981 по 2001 год провёл инвентаризацию на кладбищах: Торнякалнском, Большом, Покровском и Мартиня. Были сделаны копии надписей со всех памятников, собран материал, который позволяет идентифицировать забытые мемориальные объекты.